# Bukowo (Szczecin)
Bukowo (do 1945 niem. Buchholz) – część miasta i osiedle administracyjne Szczecina, będące jednostką pomocniczą miasta, położone w rejonie Północ, na południowo-wschodniej części Wzgórz Warszewskich.
Według danych z 2021 roku w osiedlu na pobyt stały zameldowanych było 4685 osób.

## Położenie

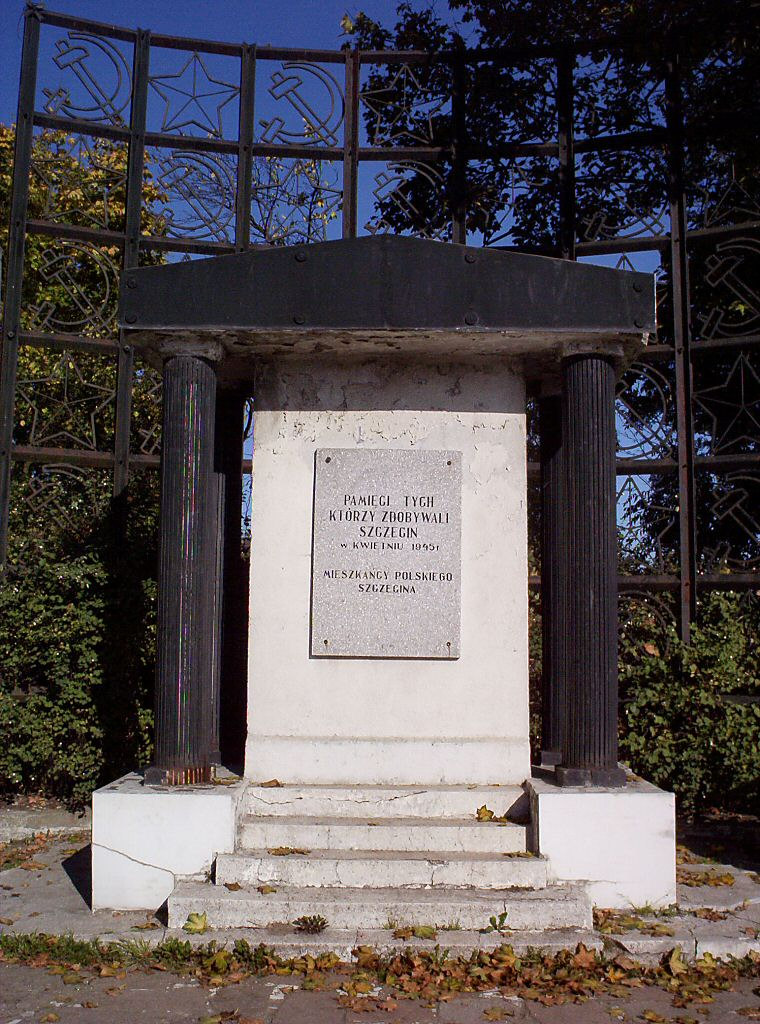
Zburzony w 2018 roku (w ramach dekomunizacji) Pomnik Pamięci Tych, Którzy Zdobywali Szczecin

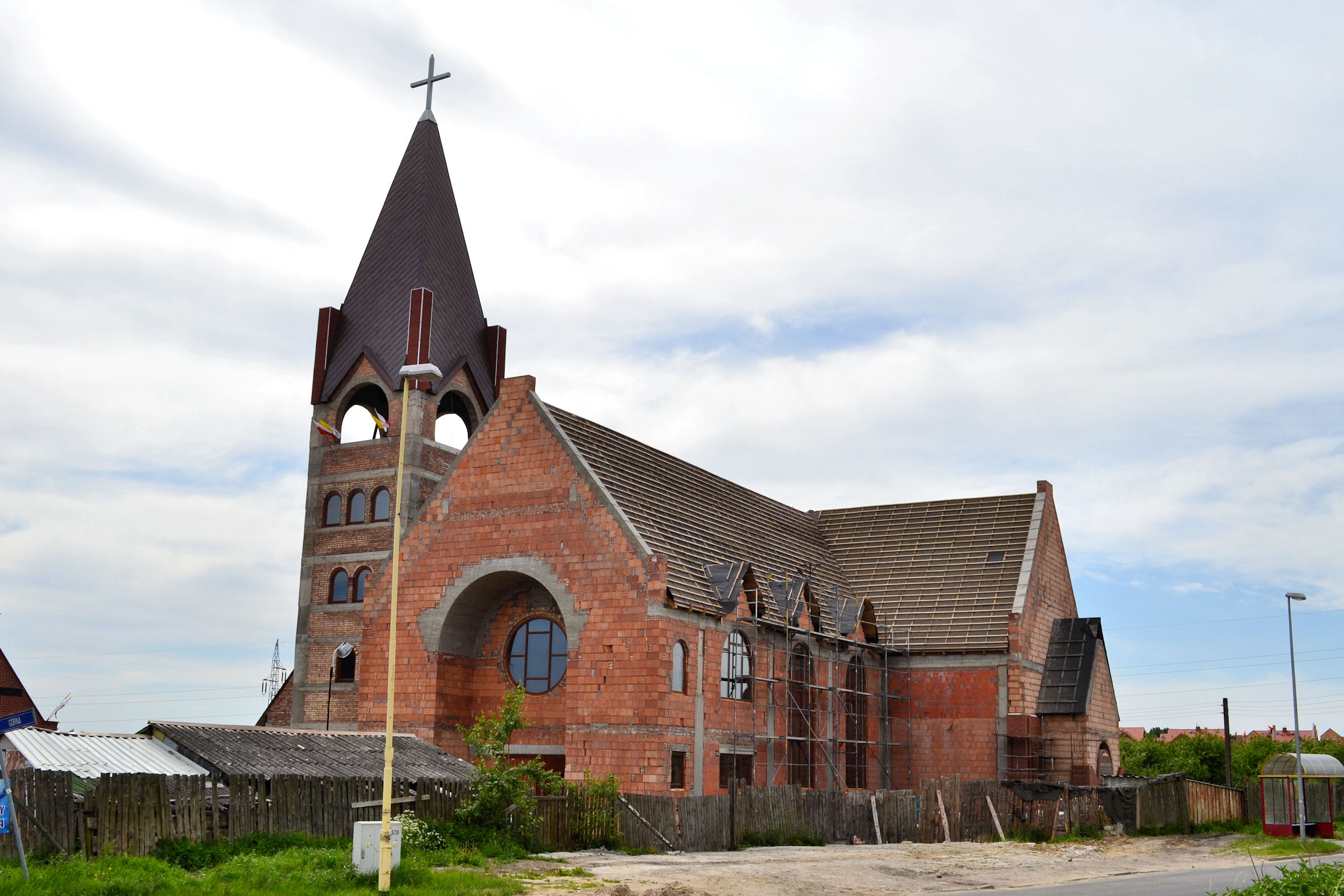
Nowy kościół (w budowie)

Dwie części osiedla przedzielone doliną strumienia Gręziniec, większą część osiedla stanowi zabudowa jednorodzinna na północ od strumienie z ulicą Zagórskiego, ulicą Ludgardy, Do Dworu, „Makowymi Polami”, ulicą Kubusia Puchatka, ulicą Jasia i Małgosi, lokalnym domem parafialnym (kościół w budowie). Po południowej stronie cieku małe osiedle domków jednorodzinnych z ulicą Okólną, ulicą Poprzeczną, ulicą Szczęśliwą oraz górną częścią ulicy Pokoju (skrzyżowanie Pokoju-Bogumińska). Graniczy z osiedlami Szczecina:
- Golęcino – Gocław
- Stołczyn
- Warszewo
- Żelechowa

oraz gminą Police (okolice wsi Przęsocin).

## Samorząd mieszkańców
Rada Osiedla Bukowo liczy 15 członków. W wyborach do rad osiedli 20 maja 2007 roku udział wzięło 330 głosujących, co stanowiło frekwencję na poziomie 12,78%. W wyborach do rady osiedla 13 kwietnia 2003 udział wzięło 368 głosujących, co stanowiło frekwencję 17,97%.
Samorząd osiedla Bukowo został ustanowiony w 1990 roku.

## Komunikacja

### Drogi
Połączenia z sąsiednimi osiedlami oraz wsią Przęsocin. Ulica Szosa Polska to popularna droga między centrum Szczecina i Policami.

### Komunikacja miejska
Linie autobusowe SPPK Police i ZDiTM Szczecin (SPAK):
- 58 do osiedla Gocław (Szczecin) (SPAK)
- 58 do Placu Rodła w Szczecinie
- 59 do przystanku Nehringa w Szczecinie (SPAK)
- 59 do Placu Rodła w Szczecinie
- 63 do pętli Kołłątaja w Szczecinie (SPAK i SPPK)
- 63 do osiedla Skolwin w Szczecinie
- 101 do Placu Rodła w Szczecinie (SPPK)
- 101 do osiedla Polic – Jasienicy
- 107 do Placu Rodła w Szczecinie (SPPK)
- 107 do Nowego Miasta Polic
- 524 (nocna) do Zajezdni Police i niektóre kursy do Polic Jasienicy (SPPK)
- 524 (nocna) do osiedla Pomorzany (Szczecin) (Dobrzyńska)